# Дарко Миланич
Дарко Миланич (на словенски: Darko Milanič) е бивш словенски футболист, играл като централен защитник, и настоящ старши треньор на Марибор.

## Кариера

### Кариера като футболист
Миланич стартира кариерата си в Партизан Белград. Между 1986 и 1993 става веднъж шампион на Югославия и печели на два пъти Купата на Югославия.
През 1993 г. емигрира в Австрия и заиграва за Щурм Грац. С него е двукратен шампион на Австрия и трикратен носител на Купата и Суперкупата. Прекратява кариерата си след края на сезон 1999/2000.
Големият талант на Миланич не остава незабелязан и през 1991 г. дебютира за Югославия. След разпадането на Югославия, Миланич заиграва за Словения, за чийто тим записва 42 мача, като на Евро 2000 е капитан на тима.

### Кариера като треньор
Започва треньорската си кариера през 2004 г., когато застава начело на родния си юношески тим – Приморие, който води до 2006. През сезон 2006/07 е помощник-треньор в Щурм Грац. В рамките на кампания води Горица, като успява да изведе отбора до третото място в крайното класиране. След това поема гранда Марибор. Още през първия си сезон в клуба успява да го изведе до шампионската титла. До края на първия си период в тима успява да стане още три пъти шампион на Словения и да вдигне на четири пъти Купата и два пъти Суперкупата на страната.

## Успехи

### Като футболист
Партизан Белград
- Шампион на Югославия (1): 1986/87
- Носител на Купата на Югославия (2): 1988/89, 1991/92

 Щурм Грац
- Шампион на Австрия (2): 1997/98, 1998/99
- Носител на Купата на Австрия (3): 1995/96, 1996/97, 1998/99
- Носител на Суперкупата на Австрия (3): 1996, 1998, 1999

### Като треньор
Марибор
- Шампион на Словения (5): 2008/09, 2010/11, 2011/12, 2012/13, 2016/17
- Носител на Купата на Словения (4): 2009/10, 2011/12, 2012/13, 2015/16
- Носител на Суперкупата на Словения (2): 2009, 2012